# 讷维尔昂阿韦努瓦
讷维尔昂阿韦努瓦（法語：Neuville-en-Avesnois）是法国北部-加来海峡大区诺尔省的一个市镇，属于埃尔普河畔阿韦讷区东凯努瓦县。该市镇2009年时的人口为304人。

## 人口
讷维尔昂阿韦努瓦人口变化图示
| 数据来源：INSEE |